# Wang (Basse-Autriche)
Pour les articles homonymes, voir Wang.
Wang est une commune autrichienne du district de Scheibbs en Basse-Autriche.